# Juha Siira
Juha Kalervo Siira (* 10. Januar 1946 in Helsinki; † 17. Juni 2021 in Tuusula) war ein finnischer Regattasegler.

## Werdegang
Juha Siira belegte mit Pekka Narko bei den Olympischen Spielen 1976 in der Multihull-Regatta den 13. und bei den Olympischen Spielen 1980 den sechsten Rang.
Mit Narko gewann Siira auch die finnische Meisterschaft zwischen 1973 und 1975 sowie zwischen 1977 und 1980.